# Hans-Hermann Hoppe

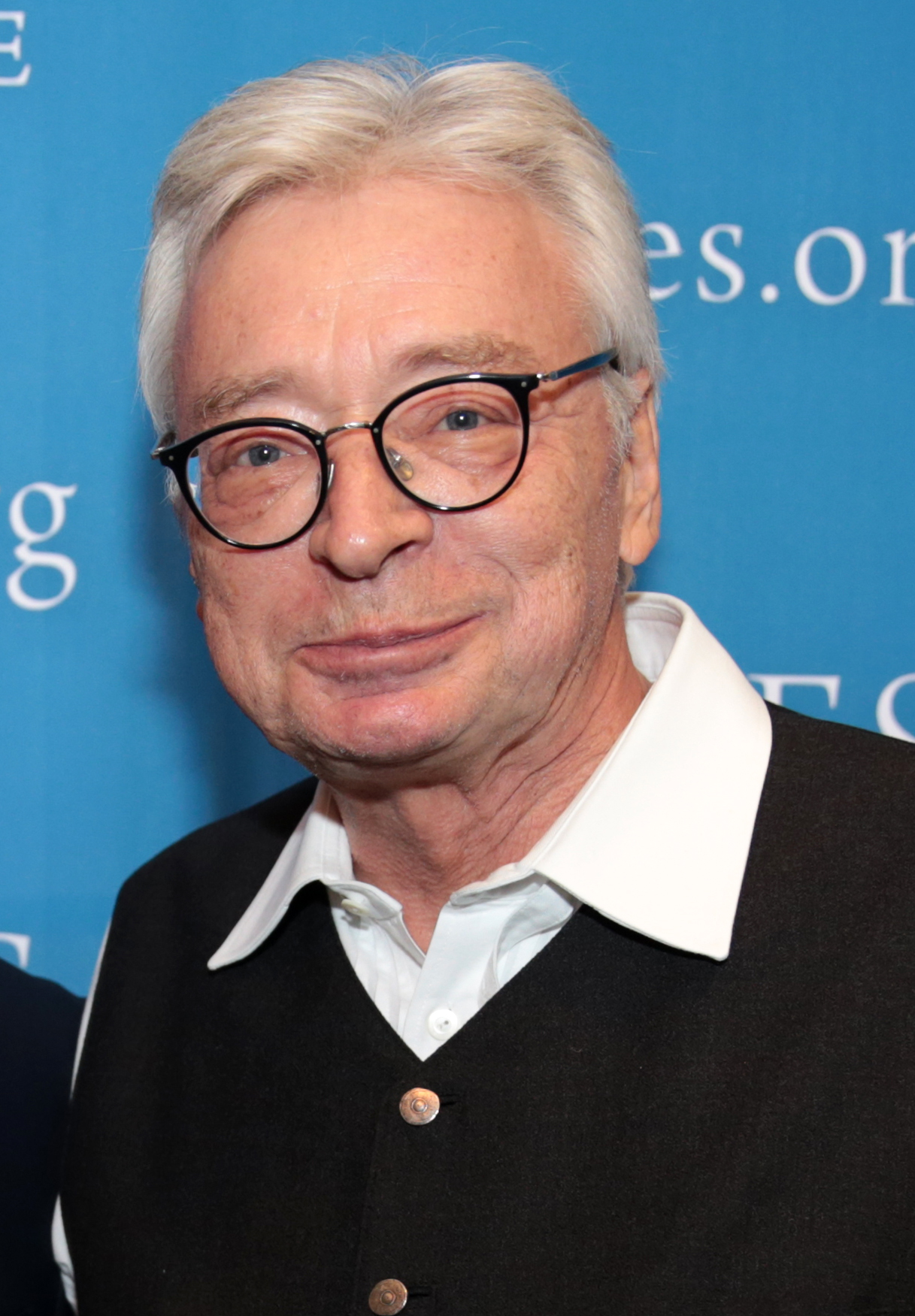
Hans-Hermann Hoppe (2017)

Hans-Hermann Hoppe (* 2. September 1949 in Peine) ist ein deutscher Volkswirt der Österreichischen Schule. Von 1986 bis zu seiner Emeritierung 2008 lehrte Hoppe als Professor of Economics an der University of Nevada, Las Vegas. 
Er sieht sich als kulturell konservativer Libertärer (Paläolibertärer), Vertreter des Anarchokapitalismus und nach eigener Aussage in einem Interview mit der Jungen Freiheit als „einen Feind des demokratischen Staates“. In seinem Buch Demokratie. Der Gott, der keiner ist beschreibt er die Monarchie als ökonomisch und ethisch vorteilhaft gegenüber Demokratie. Trotzdem beschreibt er sich nicht als Monarchist, sondern spricht sich für eine sogenannte „natürliche Ordnung“ aus.

## Leben
Hoppe studierte Philosophie, Soziologie, Geschichte und Volkswirtschaftslehre an der Universität des Saarlandes in Saarbrücken, der Goethe-Universität in Frankfurt am Main und der University of Michigan in Ann Arbor. Er wurde 1974 in Frankfurt am Main zum Dr. phil. promoviert, 1981 habilitierte er sich.
Hoppe war von 1986 bis 2008 Professor für Volkswirtschaftslehre an der University of Nevada, Las Vegas und ist Distinguished Fellow des Ludwig von Mises Institute in Auburn (Alabama). Er gründete im Mai 2006, in der Hoffnung die Mont Pelerin Society abzulösen, die Property and Freedom Society (PFS). Die Stiftung lud seitdem eine Vielzahl von Vordenkern der sogenannten Alt-Right sowie mit rassenkundlichen und rassistischen Thesen assoziierte Wissenschaftler wie Richard Lynn ein.
Er ist Mitglied des Redaktionsbeirates der libertären Zeitschrift eigentümlich frei, für die er auch als Autor tätig ist. Hoppe lebt mit seiner Frau in Istanbul.

## Denken

### Wissenschaftstheorie und Ethik
In seiner Habilitationsschrift vertritt Hoppe die Ansicht, dass eine kausalwissenschaftliche Sozialforschung logisch unmöglich sei. Im Besonderen sei die Ökonomie keinesfalls als empirische Sozialwissenschaft anzusehen. In Anlehnung an Ludwig von Mises wird Ökonomie als eine „aprioristische (logisch-analytische, reine) Handlungswissenschaft“ verstanden. Hoppe vertritt eine qualitative, aber nicht notwendigerweise quantitative Überlegenheit rationaler Deduktion gegenüber empirischer Induktion.
Basierend auf den Arbeiten seines Doktorvaters Jürgen Habermas und dessen Kollegen Karl-Otto Apel entwickelte Hoppe eine Argumentationsethik. Die Verleugnung des libertären Prinzips des Selbsteigentums sei ohne performativen Widerspruch unmöglich. Selbst ethische Relativisten müssten ein derartiges a priori der Argumentation schlussendlich akzeptieren.

### Ansichten zur modernen Gesellschaft
Hoppe ist Befürworter des Naturrechts, mit Selbsteigentum und Privateigentum, und folgt darin vor allem der anarchokapitalistischen Schule Murray Rothbards. Er stützt sich zudem auf die Diskursethik des Philosophen und Soziologen Jürgen Habermas, dessen Student Hoppe war und der auch Hoppes Dissertation betreute. Sein Buch Demokratie. Der Gott, der keiner ist ist eine Kritik der Demokratie und des demokratischen Staates. Weder in der Familie noch in der Kirche, in der Wissenschaft oder in der Wirtschaft gebe es Demokratie. Hoppe selbst befürwortet „Freiheit statt Demokratie“.
Für Hoppe ist der Staat keine moralische Institution. Zudem sieht er in der Demokratie einen „zivilisatorischen Abstieg“ gegenüber der Monarchie, auch wenn er weder die eine noch die andere noch irgendeine Staatsform für ethisch gerechtfertigt hält. In Demokratien komme es zu einer höheren Zeitpräferenz der staatlichen Ausgaben, weil Legislaturperioden und wechselnde Machtverhältnisse die Regierungen dazu animieren, mehr Geld auszugeben, um ihre Ziele rechtzeitig umzusetzen und um wiedergewählt zu werden. Da Monarchen nicht unter diesem Druck stehen und ihr Land und ihre Menschen als Eigentum betrachten können, gingen Monarchen pfleglicher mit den knappen Ressourcen ihres Landes um. Für Hoppe ist daher eine Monarchie das geringere Übel gegenüber einer Demokratie. In einer Monarchie sei der Staat im Privatbesitz und der Monarch habe ein persönliches Interesse am Wohlergehen seines Besitzes, während dies bei Politikern und Beamten in einer Demokratie nicht der Fall sei. Der Politikwissenschaftler George Hawley sieht Hoppe als möglicherweise „wichtigste Brücke zwischen Libertarismus und Alt-Right“.

### Die natürliche Ordnung
In der natürlichen Ordnung, die Hoppe beschreibt, sind Privateigentum, Produktion und freiwilliger Tausch die letzten Quellen menschlicher Zivilisation. Diese natürliche Ordnung muss durch eine natürliche Elite aufrechterhalten werden. Diese Elite kommt durch freiwillige Anerkennung ihrer Autorität in ihre Position und nicht durch politische Wahlen oder adelige Herkunft. Hoppe vertritt die Auffassung, dass aufgrund „überlegener Leistungen hinsichtlich Vermögen, Weisheit, Mut oder einer Kombination davon“ in jeder Gesellschaft einige Individuen „natürliche Autorität“ erlangen und ihre Meinungen und Urteile weitreichenden Respekt genießen. Darüber hinaus würden in einer natürlichen Ordnung, „als Ergebnis selektiver Paarung und Ehelichung sowie der Gesetze bürgerlicher und genetischer Vererbung, die Positionen natürlicher Autorität wahrscheinlich von den Mitgliedern weniger ‚adeliger‘ Familien eingenommen und innerhalb dieser Familien weitergegeben.“ Nach Hoppes Auffassung, die unter Anarchokapitalisten umstritten ist, sind es die Oberhäupter solcher Familien, die in einer anarchokapitalistischen Gesellschaft typischerweise als Richter und Friedensstifter wirken, „oft kostenlos, aus einem von einer Autoritätsperson verlangten und erwarteten Pflichtbewußtsein heraus oder gar aus prinzipieller Sorge um Gerechtigkeit als privat produziertes ‚öffentliches Gut‘.“ Zur Aufrechterhaltung einer libertären Sozialordnung hält Hoppe es für nötig, keine Toleranz gegenüber Demokraten und Kommunisten zu üben, sondern sie "physisch zu entfernen und auszuweisen".
In seiner Argumentation gegenüber konservativen Kritikern stützt er sich unter anderem auf das Schaffen des Schweizer Staatsrechtlers Karl Ludwig von Haller. Hoppe folgt explizit dessen Darstellung eines aus dem Privateigentum erwachsenden „natürlich-geselligen Zustandes“, dem ein „künstlich-bürgerlicher Zustand“ entgegengesetzt wird.

### Das Privateigentum
Hoppe stellt fest, dass er, wenn er Sklave sein müsse, lieber der Sklave eines Privateigentümers sei als ein Sklave in öffentlichem Besitz wie beispielsweise die Insassen eines Gulag. Hoppe lässt jedoch keinen Zweifel daran, dass er Befürworter einer Form des Anarchokapitalismus ist und weder Monarchie, Demokratie noch irgendeine andere Staatsform für wünschenswert hält.
Kritik erntete Hoppe auch aus libertären Kreisen für seine Forderung, dass ein Privateigentümer ein „Recht auf Ausschluss, Exklusivität, Diskriminierung und Verbannung“ haben müsse. Besonders im Zusammenhang mit Homosexualität wurde diese These kritisiert. Hoppe argumentiert, dass zum Beispiel eine Privatarmee selbstverständlich „Frauen und bekennende Homosexuelle diskriminieren“ würde, da „die Gegenwart von Frauen und offen Homosexuellen in Kampfverbänden“ kontraproduktiv sei. Hoppes Kritiker werfen ihm vor, dass am Ende seiner Gesellschaftsphilosophie ein Kleinstaatengebilde stünde, mit einer Gesellschaft für „Katholiken mit Schnauzbart“, ein Homeland für „homosexuelle Anormale“, eins für „Frauen, die keine Männer mögen“, eins für „protestantische Linkshänderfamilien“ etc. Hoppe kontert, dass „kein Unternehmer eine solche Gemeinde anbieten“ würde, „weil er keine Käufer finden würde“, doch „wenn das katholische Schnauzbartdasein tatsächlich eine lebenswichtige Bedeutung annimmt und sich genügend Gleichgesinnte eine Schnauzbartgemeinde zusammenkaufen – warum nicht?“ Er vertritt die Meinung, dass in einer „natürlichen Ordnung“ die Variationsbreite nachgefragter und angebotener Gemeindetypen weit größer sei als gegenwärtig.

### Demokratiegegnerschaft
Hoppe ist auch der Meinung, die Französische Revolution gehöre „in dieselbe Kategorie von üblen Revolutionen wie die bolschewistische Revolution und die nationalsozialistische Revolution“. Wir verdankten der Französischen Revolution „Königsmord, Egalitarismus, Demokratie, Sozialismus, Religionshass, Terror, Massenplünderung, ‑vergewaltigung und ‑mord, die allgemeine militärische Zwangsverpflichtung und den totalen, ideologisch motivierten Krieg“. In der Demokratie, in der es immer zur ungleichen Güterverteilung komme, würden sich die vielen Armen zwangsläufig gegen die wenigen Wohlhabenden verbünden.
Bei seinen Ausführungen zu den relativen Vorzügen einer Monarchie bezieht er sich auf den österreichischen Publizisten Erik von Kuehnelt-Leddihn.
In dem Buch Der Wettbewerb der Gauner. Über das Unwesen der Demokratie und den Ausweg in die Privatrechtsgesellschaft (2012) kommt Hoppe zu der Ansicht, dass durch Massenwahlen eine institutionalisierte Kleptokratie begünstigt werde, die „kaum oder keine Hemmungen“ habe, „das Eigentum anderer Menschen zu entwenden“. Der demokratische Staat operiere „als ultimativer Rechtsmonopolist in einem vertragslosen rechtlichen Vakuum“, denn eine vertragliche Unterwerfung aller unter den Staat, wie sie Thomas Hobbes proklamierte, habe es nie gegeben. Infolge übergroßer Schuldenmacherei auf Kosten anderer sei die Zeit der großen Demokratien in naher Zukunft abgelaufen. Sie könne in einem neuen Totalitarismus oder in einer Privatrechtsgesellschaft enden.

## Publikationen
- Handeln und Erkennen. Zur Kritik des Empirismus am Beispiel der Philosophie David Humes, Frankfurt/M., Univ., Diss., 1974
- Kritik der kausalwissenschaftlichen Sozialforschung: Untersuchungen zur Grundlegung von Soziologie und Ökonomie, Opladen 1983. (PDF; 4,3 MB)
- Eigentum, Anarchie und Staat. Studien über die Theorie des Kapitalismus, Opladen 1987. (PDF-Datei; 1,39 MB)
- Demokratie. Der Gott, der keiner ist Waltrop/Leipzig 2003, ISBN 3-933497-86-8.
- Sozialismus oder Kapitalismus, Schernhammer, Wien 2005, ISBN 3-200-00392-8.
- Der Wettbewerb der Gauner: Über das Unwesen der Demokratie und den Ausweg in die Privatrechtsgesellschaft, Holzinger Hubert W. 2012, ISBN 978-3-926396-58-7
- Eine kurze Geschichte der Menschheit. Fortschritt und Niedergang. Lichtschlag Medien und Werbung KG, Grevenbroich 2015, ISBN 978-3-939562-33-7
- Über den demokratischen Untergang und die Wege aus der Ausweglosigkeit. Reden, Aufsätze und Interviews wider den links-grünen Zeitgeist. Holzinger Hubert W., 2020, ISBN 978-3-926396-79-2.